# Imagination Technologies
Imagination Technologies是一家全球半导体及软件设计公司，現以矽智財（SIP）授權販售及DAB收音機為主要業務。其全球总部位于英国赫特福德郡，其主要业务是设计PowerVR移动图形处理器（GPU），网络路由器（基于MIPS CPU）和其纯消费电子部门。 它还提供无线电基带处理，网络，数字信号处理器，视频和音频硬件，IP语音软件，云计算以及芯片和系统设计服务。
该公司曾在伦敦证券交易所上市，直到2017年11月被总部位于中国北京的私募股权基金凯桥资本收购。

## 歷史
公司由Tony Maclaren於1985年創立，隨後由他擔任集團首席執行官，擔任VideoLogic，最初專注於圖形，聲音加速，家庭音頻系統，視像捕捉和視像會議系統。 在1994年7月首次在倫敦證券交易所上市。與NEC（現為瑞薩電子）簽署了PowerVR技術的許可協議，NEC以1.6英鎊的價格獲得了該公司2.29％的股權並獲得製造和銷售芯片的權利。在1997年12月2日，NEC以56.5便士的價格認購了230萬股（1.5％）的新股，佔其總股本的3.5％。1999年，公司重新關注知識產權許可，並更名為Imagination Technologies。
2012年11月5日宣布收购美普思科技。
2017年4月3日，Imagination Technologies重要客戶蘋果公司宣布兩年後將不再繼續使用Imagination顯示技術，包括專利、知產、保密信息等等。此举导致Imagination Technologies股价暴跌60%。
2017年9月22日，Imagination Technologies董事會宣佈接受由中資背景凱橋（Canyon Bridge Capital Partners，LLC）新成立全資子公司CBFI Investment Limited以每股182便士現金、斥資5.5億英鎊（7.425億美金）的收購，同時Imagination宣布將以 0.65億美元出售旗下的MIPS CPU事業（包括所有的智慧財產權與專利）給矽谷創投公司Tallwood間接持有的Tallwood MIPS Inc
2020年1月2日，Imagination Technologies宣佈了與蘋果公司簽訂了一項新的授權協議，恢復了近幾年幾乎全部結束的業務關係，以代替之前於2014年2月6日首次宣佈的一項多年使用授權協議。根據新簽訂的協議，Apple將支付授權費用，以更廣泛地使用Imagination的知識產權。

## 營運和產品
半导体IP核
- PowerVR – developing traditional and ray tracing GPUs, video processing units, and camera/ISP IP core technologies (also see List of PowerVR products)
- MIPS架構 – Imagination Technologies develops the MIPS architecture, licensable MIPS processor cores (List of MIPS architecture processors), and Creator development boards
- Ensigma - developing  IP cores for radio and TV demodulation as well as 802.11 Wi-Fi, 802.15.4 (Bluetooth, 6LoWPAN, etc.), LTE and other wireless technologies

消費電子產品
- Pure (formerly VideoLogic) - DAB radios, wireless speaker systems

系统芯片
- IMGWorks - SoC design and software integration services

软件服務
- FlowTalk VoIP and VoLTE software development kits

## 外部連結
- 官方网站